# Lou Boudreau
Louis Boudreau (Harvey, Illinois, 17 de julio de 1917-Olympia Fields, Illinois, 10 de agosto de 2001), más conocido como Lou Boudreau, fue un jugador profesional estadounidense de béisbol que se desempeñó en la posición de campocorto en las Grandes Ligas de Béisbol (MLB). Es miembro del Salón de la Fama del Béisbol.

## Carrera
Boudreau jugó como profesional trece temporadas en Cleveland Guardians (1938-1950), después pasó a Boston Red Sox, donde jugó dos temporadas (1951-1952), y fue el equipo en el que se retiró.

## Reconocimiento
En 1970, ingresó como miembro al Salón de la Fama del Béisbol.